# 에스티 긴즈부르그
에스테르 다프나 "에스티" 긴즈부르그(히브리어: אסתר דפנה "אסתי" גינזבורג, Esti Ginzburg, 1990년 3월 6일 ~ )는 이스라엘의 모델, 배우, 텔레비전 진행자이다.

## 생애 초반
에스티 긴즈부르그는 이스라엘 텔아비브의 차할라(Tzahala) 지역에서 노인학자였던 아드리안네 긴즈부르그(Adrianne Ginzburg, 혼전성: 발터(Walter))와 건축가인 아리크 긴즈부르그(Arik Ginzburg) 부부의 딸로 태어났다. 에스티 긴즈부르그의 할아버지는 텔아비브의 도시 계획 및 건설에 관련된 공학자였고 외할머니는 미국의 사진 작가인 폴 슈처의 사촌이었다. 긴즈부르그의 가족은 아슈케나즈 유대인 혈통에 속하는 폴란드계 유대인 가문이다. 에스티 긴즈부르그는 텔아비브 북부에 위치한 이로니 유드 알레프 고등학교(Ironi Yud Alef)에 재학했다.
에스티 긴즈부르그는 2009년 7월 22일에 이스라엘 방위군에 군인으로 입대했다. 2009년 10월에는 군 입대를 지지하는 연설을 하던 도중에 자신의 동료이자 이스라엘의 모델인 바르 라파엘리가 결혼을 통해 병역을 기피한 사실을 강하게 비판하여 높은 주목을 받았다. 긴즈부르그는 이스라엘의 군인으로 복무하는 동안에 "군 복무는 제가 개인적으로 믿는 것의 일부입니다."라고 말했다.

## 모델 활동
에스티 긴즈부르그는 8세 시절에 우유 광고에 출연하면서 모델 활동을 시작했고 14세 시절에 모델 에이전시 엘리트 모델과의 계약을 체결했다. 2006년에는 이스라엘의 회사인 폭스(Fox)와 2년 계약을 체결했고 2007년 2월·3월에 발행된 《엘르》 프랑스판 표지에 출연했다.
에스티 긴즈부르그는 타미 힐피거, 버버리, 프렌치 커넥션, 풀앤베어, 이스라엘의 패션 브랜드 카스트로(Castro)를 비롯한 여러 패션 브랜드의 국제적인 캠페인 모델로 활동했다. 또한 2009년, 2010년, 2011년에는 《스포츠 일러스트레이티드 수영복 특집》의 모델로도 출연했다. 《포브스 이스라엘》에 따르면 에스티 긴즈부르그는 이스라엘에서 가치가 높은 모델 10위 가운데 바르 라파엘리, 갈 가도트에 이어 3위를 차지했다.
에스티 긴즈부르그는 2010년에 조엘 슈매커가 감독을 맡은 액션 드라마 영화 《트웰브》에 출연하여 배우로 데뷔했으나 부정적인 평가를 받았다. 2013년에는 미국의 코미디 영화 《무비 43》에 출연했으나 영화 평론가들로부터 혹평을 받았고 2014년에 열린 제34회 골든 래즈베리상에서 최악의 작품상을 수상했다.
에스티 긴즈부르그는 2013년에 방송된 이스라엘의 리얼리티 텔레비전 노래 경연 프로그램인 《하코하브 하바》(HaKokhav HaBa, 히브리어로 "떠오르는 별"이라는 뜻) 시즌 1에서 공동 진행자로 출연했으며 나중에 로템 셀라로 교체되었다.

## 자선 활동
에스티 긴즈부르그는 암 진단을 받은 이스라엘의 어린이들에게 구호 및 지원을 제공하는 하임 협회의 자원 봉사자로 참여했다.

## 사생활
에스티 긴츠부르그는 2012년 6월 8일에 이스라엘의 부동산 투자자인 아디 케이즈만과 결혼했다. 에스티 긴즈부르그는 아디 케이즈만과의 사이에서 아들 2명을 출산했다.
2013년 12월 18일에는 에스티 긴즈부르그의 아버지가 에스티 긴즈부르그와 남편이 팔았던 집에 대한 돈을 갚지 않았다는 이유로 긴즈부르그를 고소했다는 보도가 전해졌다. 긴즈부르그는 아버지가 긴즈부르그를 고소한 이후에 더 이상 아버지와 어떠한 관계를 맺지 않았고 아들은 만나지 않았다.